# Џек Ворд
Џон Ворд или Бирди (Птичица) (око 1553  – 1622), такође познат као Џек Ворд или касније као Јусуф-Реис, био је енглески пират крајем 16. и почетком 17. века, који је касније постао Берберски гусар са седиштем у Тунису током раног 17. века.

## Живот

### Младост
Оно мало што се зна о Вордовом раном животу потиче из памфлета који је наводно написао неко ко је пловио с њим током његових пиратских дана. Чини се да је Ворд рођен око 1553. године, вероватно у Фавершаму, Кент, на југоистоку Енглеске.  Као и многи рођени у приморским областима, он је младост и ране одрасле године провео бавећи се рибарењем. После неуспеле инвазије шпанске армаде на Енглеску 1588. године, Ворд је пронашао посао корсара, пљачкајући шпанске бродове са дозволом енглеске краљице Елизабете I. Када је Џејмс I од Енглеске окончао рат са Шпанијом по свом устоличењу 1603. године, многи корсари су одбили да се одрекну свог посла и једноставно су наставили с пљачкањем. Они који јесу, сматрани су гусарима, јер више нису имали важеће дозволе - назване маркама - које је издавала држава.
Око 1604. године, Ворд је наводно присиљен у службу на броду који је пловио под влашћу краља (Краљевска морнарица тек треба да постане формална институција), где је смештен у Каналску флоту и служио је на броду названом Lyon's Whelp. 

### Окрет гусарству
Према Ендруу Баркеру, Вордовом заробљенику, који је написао Истинит и тачан приказ почетка, поступака, свргавања и садашњег стања капетана Ворда и Дансекера (A True & Accurate Account of the beginning, proceedings, overthrows, and now present estate of Captain Ward and Danseker), Ворд је пио у кафани у Плимуту са тридесет својих бродских другова. Наводно је рекао:
Другови моји, рече он, шта да се ради? Ово је шугав свет и у њему шугаво живимо, овде се на води хранимо Краљевом усољеном говедином, без пребијене паре да њом купимо по бушел жита кад се на обалу искрцамо. Радујте се, обедујте и будите ррећни, свако да се својим џепом бави. Вечерс, када капетан и официри слуте само да празнимо крчаге, ми ћемо до лаката бити у Бегунчевим торбама.— A True & Certaine Report of Captain Ward
Ворд и његове колеге напустили су и украли малу барку од 25 тона из луке Портсмут .  Вордови другови су га изабрали за капетана, што је један од најранијих преседана за пирате који су сами бирали свог вођу.  Отпловили су до острва Вајт и заробили још један брод, Вајолет, брод за који се причало да носи благо римокатоличких избеглица.  Испоставило се да је брод без блага, али предузимљиви Ворд искористио ју је за хватање много већег француског брода.
Ворд и његови људи отпловили су за Медитеран, где је успео да набави холандски флибот од тридесет и два топа, који је преименовао у The Gift.  Ворд је прво отпловио за Алжир, али је неколико његових људи ухапшено по уласку у град. Алжир је напао други енглески морнар, Ричард Гифард, само неколико месеци раније.  Отпловили су до мароканског лучког града Сале, Мароко, где се 1605. неколико енглеских и холандских морнара, укључујући Ричарда Бишопа и Ентонија Џонсона, придружило Вордовој посади.
У лето 1606. године, Ворд је у Гибралтарском мореузу заробио дау (арапска врста брода) у којем су наводно били католички робови. У августу 1606, Ворд се договорио са Осман-Дахијом да Тунис користи као базу операција. Осман-Дахија, или Кара-Осман, био је заповедник јаничарског корпуса у Тунису. Тај гарнизон је 1598. године свргао туниског пашу и загосподарио Тунисом, учинивши Османа-Дахију војним диктатором града. Према њиховом договору, Осман-Дахија би прво имао право да одбије сву робу, те да узме до десет посто уловљене робе.
Почетком новембра 1606. године Ворд је заробио енглески трговачки брод Џон Баптист под водством капетана Џона Киа. Брод је преименовао у Литл Џон по јунаку из енглеских народних прича, Малом Џону  Из ове базе, Џек Ворд је лако могао да ухвати многе бродове из неколико европских држава. Вордов први поручник, Вилијам Грејвз, заробио је мали енглески трговачки брод звани Јорк Бонавенчур (York Bonaventure) чији је капетан био Ендру Баркер. Најбогатији улови на овим раним крстарењима били су вредни млетачки бродови Руби (ухваћен 16. новембра 1606) и Карминати (ухваћен 28. јануара 1607).

### Рениера е Содерина
Џон Ворд је опремио Гифт, Литл Џона, Руби и Карминати за гусарење током касне зиме и раног пролећа 1607. Његова флота кренула је према Јадранском мору када их је расула страшна олуја. Вард, на броду Гифт, пронашао је само Рубија пре него што је кренуо ка источном Средоземљу. Дана 26. априла 1607. године, између Кипра и Турске, Вард је приметио „велику дубровачку караку од четрнаест или петнаест стотина тона“  по имену Рениера е Содерина.
Руби је имао 400 тона, а Гифт само 200 тона, али посада је изабрала да нападне Рениеру е Содерину. Борили су се три сата, али Рениера е Содерина била је превелика за маневрисање по лаганом ветру, па њени топови никада нису погодили мету. Вордови бродови успели су да јој пробију труп пет пута, чиме су запалили бале сене које су се унутра налазиле. Коначно, Ворд је наредио да се његови бродови приближе и припреме за укрцавање.
Посада Рениере е Содерине гласала је за борбу и одбијање укрцавања, а капетан им је поделио мало наоружање. Међутим, добро темпирана паљба ђулади повезаних ланцем са Рубија погодила је најмање двојицу бранилаца, растргавши их. Дрводеља на броду Рениера е Содерина суочио се са својим капетаном, рекавши му да се преда или ће се посада побунити. Капетан је пристао, а Ворд је заузео Рениеру е Содерину без даљих борби. Према Ендруу Баркеру, њен терет је „процењен да вреди најмање два милиона“. 
Енглеска влада се није сложила. Проценили су да терет вреди само 500.000 фунти. Ипак, извештај млетачког амбасадора у Лондону рекао је малом већу да је Венеција близу објаве рата Енглеској због Вордове пиратерије. Тај амбасадор, секретар Еспозициони, написао је:
| „             | Тај славни гусар, Ворд, кога толико добро знају у овој луци јер је толику штету направио, је без икакве сумње највећи гад који је из Енглеске испловио. Он је прилагодио млетачки брод Содерину и претворио је у бертон, са четрдесет комада бронзане артиљерије на доњој, а двадесет на горњој палуби. Свој је стари брод дао Капетану [Грејвзу] и сад са та два и још четири брода имају шест бојних бродова. | ” |
| — Еспозициони | |   |

Енглески амбасадор у Млетачкој републици уверавао је Савет „Што се тиче Ворда, који је заузео Содерину и претворио је у бертон, дочекаће га топла добродошлица ако уплови у ове воде“.

### Прелазак на Ислам
По повратку у Тунис у јуну 1607. године, Ворд је опремио Рениера е Содерину као моћан ратни брод. Посада јој је у труп усекла још најмање 20 топовских отвора у њен труп да би могла да прими свих 60 месинганих топова. Отиснуо се почетком 1608. Затим, у марту, неки брод је уочио олупину брода у близини обале Грчке, па су гласине почеле да се шире како је реч о Рениера е Содерини и да је Џон Ворд мртав.
Ворд је од Џејмса I затражио краљево помиловање, што је одбијено због тога што се из Венеције претило ратом, пошто је Ворд био напао многе млетачке бродове, па се невољно вратио у Тунис. Осман-Дахија, османски официр из Туниса, одржао је реч и доделио му заштиту. Прихватио је Ислам заједно са целокупном посадом, променио је име у Јусуф-Реис са надимком Шакур или Шагур, јер се приликом гусарења увек служио секиром, и оженио се Италијанком док је и даље слао новац својој енглеској жени. 1612. године енглески драмски писац Роберт Даборн написао је драму названу Потурчени хришћанин (A Christian Turn'd Turk) о његовом преобраћењу.

### Касније године
Енглески морнар који га је видео у Тунису 1608. године наводно је Ворда описао као „врло ниског, са мало косе, и то прилично седе, ћелав спреда; црнпурастог лица и браде. Мало говори, а и онда псује. Пијан од јутра до ноћи. . . Навике прекаљеног морнара. Будала и идиот када се не бави својим занатом “. 
Током следећих неколико година баладе и памфлетисти осуђивали су Џона Ворда због што се одметнуо међу гусаре.
Ворд је наставио пљачкати медитеранске трговачке бродове, на крају заповедајући читавом флотом гусара, чији је командни брод била млетачка шездесетотоповка. После 1612. године завршио је своју гусарску каријеру, одабравши да подучава млађе гусаре баратању оружјем и пловидби. Пуно је профитирао од гусарења, повукавши се у Тунис да би живео живот раскошне удобности све до своје смрти 1622. године, стар 70 година, могуће страдао од куге .

## Наслеђе
Од 1609. до 1615. о енглеском Архи-пирату написаће се на десетине драма, балада, мемоара, памфлета и књига. Најистакнутији су Потурчени хришћанин Роберта Даборна, Вести с мора о двојици озлоглашених пирата, Енглеза Ворда и Холанђанина Дансекера (Nevves from Sea, Of two notorious Pyrats Ward the Englishman and Danseker the Dutchman), Капетан Ворд и брод Дуга, и Истинит и сигуран извештај о почетку, поступцима, Свргавању, и тренутном стању капетана Ворда и Дансекера, два покојна позната пирата од њиховог првог отискивања до овог садашњег времена Ендруа Баркера.
Претпоставља се да је његов надимак био „Шарки“ и да је то порекло овог надимка, који се сада додељује свима у Краљевској морнарици са презименом „Ворд“. 
Бројне ТВ серије и филмови засновани су на Џеку Ворду.
За своје савременике, Ворд је био загонетна фигура, на неки начин попут Робин Худа, али у 16. и 17. веку многи енглески пирати су пљачкали из ушћа реке Себо и заробљавали средоземне трговачке бродое. Ворд је наводно умео да поштеди енглеске бродове док је нападао бродове „паписта“ (католика). Џон Ворд и Сајмон Дансекер су за увођење бродова са четвртастим једрима код Берберских гусара.
Балада „ Капетан Ворд и Дуга “ врло је вероватно заснована на Џеку Ворду. 
Измишљени приказ Вордове каријере појављује се у историјском роману Томаса Костејна For My Great Folly, који је објављен 1942.
Током две хиљаде десетих година, разне турске новине и веб странице популаризовале су хипотезу изнету у месечнику Derin Tarih да би Џон Ворд могао бити инспирација за лик Џека Спероу из филмова Пирати с Кариба .   